# Macronini
Los macroninos (Macronini) son una  tribu de coleópteros polífagos crisomeloideos de la familia Cerambycidae.

## Géneros
Tiene los siguientes géneros:
- Brachopsis Saunders, 1850
- Enchoptera Saunders, 1850
- Macrones Newman, 1841
- Myacopterus Fairmaire, 1893
- Oroderes Saunders, 1850